# Páll Ólafsson (Handballspieler)
Páll Ólafsson (* 1. Mai 1960) ist ein ehemaliger isländischer Handballspieler und -trainer sowie Fußballspieler. Der mittlere Rückraumspieler hat 174 Länderspiele für die Handball- und zwei für die Fußballnationalmannschaft Islands absolviert.

## Karriere

### Handball
Páll spielte bis 1985 bei Þróttur Reykjavík und wechselte dann in die deutsche Bundesliga zum TSV Grün-Weiß Dankersen. Am Saisonende stand der Abstieg in die 2. Bundesliga zu Buche. Trotz guter Leistungen, den meisten erzielten Toren des Teams (105, davon 22 Siebenmeter) und der Wahl zum GWD-Handballer des Jahres durch die Fans, musste Páll den Verein verlassen. Aufgrund der damaligen Ausländerregelung und der Verpflichtung von Velibor Nenadić, war der einzige Ausländer-Platz im Kader belegt. Páll schloss sich deshalb Fram Reykjavík an. Kurze Zeit später fädelte sein Berater Axel Axelsson allerdings einen Transfer zum Bundesligisten HSG TuRU Düsseldorf ein. In der Saison 1986/87 verpasste Páll mit dem Verein nur knapp den DHB-Pokalsieg. Nach Addition der beiden Finalspiele gegen den TV Großwallstadt stand es 37:37, allerdings hatte Großwallstadt mehr Auswärtstore erzielt und holte sich damit den Titel. In der Saison 1987/88 wurde TuRU Düsseldorf Vizemeister hinter dem VfL Gummersbach. Danach kehrte Páll nach Island zurück und spielte von 1988 bis 1991 für KR Reykjavík. Seine letzte Station als Spieler hieß Haukar Hafnarfjörður (1991–1995).
Für die Isländische Nationalmannschaft erzielte er in 174 Länderspielen 418 Tore. Er nahm unter anderem an der Handball-Weltmeisterschaft 1986 und den Olympischen Sommerspielen 1988 teil.
Bis zum Sommer 2000 war er Co-Trainer von Trainer Sigurður Valur Sveinsson bei HK Kópavogur und wurde für ein Jahr sein Nachfolger. Danach beschäftigte ihn Haukar Hafnarfjörður ebenfalls zunächst als Assistent. Als Cheftrainer Viggó Sigurðsson sein Amt im Februar 2004 aufgab, rückte Páll auf den Trainerposten, den er bis 2007 bekleidete.

### Fußball
Auch im Fußball schaffte es Páll zum Nationalspieler. Er bestritt allerdings lediglich ein offizielles Länderspiel. Bei seinem Debüt im Juli 1980 gegen Grönland erzielte er ein Tor. Sein zweiter, letzter und einziger offizieller Einsatz für die Isländische Nationalmannschaft war im Juni 1984 beim 0:1 gegen Norwegen.
Mit seinem Verein Þróttur Reykjavík spielte er in der zweiten Liga, schaffte einmal den Aufstieg und kam so zu wenigen Erstliga-Einsätzen.